# Stephen Kramer Glickman
Stephen Lyndon Kramer Glickman (London, 17 marzo 1979) è un attore canadese, noto soprattutto per aver interpretato Gustavo Roque nella serie televisiva di Nickelodeon Big Time Rush.

## Biografia
Stephen è nato a London, in Ontario, da una famiglia ebrea. Ha interpretato il produttore discografico Gustavo Rocque nella serie televisiva Nickelodeon Big Time Rush. Nel 2007 interpreta il ruolo di Shrek in Shrek: the Musical, prima di Brian d'Arcy James. Egli ha anche ospitato il popolare YouTube spettacolo uguale a tre per un giorno, mentre Ray William Johnson era fuori registrando il suo album come il personaggio YourFavoriteMartian anche trovato su YouTube. Ha doppiato Billy Bob in una serie web animata denominata "Trailer Trash" prodotto da stupide Studios di fabbrica e Cincia e distribuito da Mondo Media e Lionsgate, che è attualmente disponibile su YouTube e Hulu.

## Vita privata
Dopo aver terminato Big Time Rush, Stephen ha iniziato ad allenarsi con un esperto di fitness per celebrità, Eric the Trainer, e ha iniziato a lavorare con il programma alimentare Sunfare. Entro 7 mesi ha perso 88 chili.

## Filmografia parziale

### Televisione
- Big Time Rush (2009-2013)
- Big Time Movie (Big Time Rush: The Movie), regia di Savage Steve Holland – film TV (2012)